# Santiago Nonualco
Santiago Nonualco – miasto w Salwadorze, w departamencie La Paz.